# 堀田あきお
堀田 あきお（ほった あきお、本名：堀田 明夫（読み同じ）、1956年 - ）は、日本の男性漫画家。北海道夕張市生まれ。4歳から東京世田谷で育つ。
妻は漫画原作者の堀田かよで、1999年ごろ以降、ほとんどの堀田あきおの漫画作品の原作を担当。群馬県伊勢崎市出身。

## 来歴
1978年、手塚プロダクションに入社し、手塚治虫に師事。
同期・同僚に石坂啓、高見まこ、わたべ淳、きよみず・あや、上野義幸がいる。アシスタントとしての先輩に鈴木和夫、伴俊男、広井てつおなどがいる。
『ブラック・ジャック』の担当編集者だった秋田書店の伊藤嘉彦（元幻冬舎コミックス社長）の紹介で、伊藤の上司である青木和夫が担当に付き、『少年チャンピオン増刊』の読切漫画「天使の翼」でデビューする。1980年にオムライス名義で執筆した『ニャンコラキッド』が第1回藤子不二雄賞で佳作を受賞する（同じく佳作を受賞した漫画家に田中道明がいる）。同年の暮れ、『小学四年生』（小学館）での連載をきっかけに2年7か月勤めた手塚プロダクションを退社し、独立する。
独立後、学習誌の連載と並行して、手塚プロダクションの同期である石坂のアシスタントとしても活動する。石坂とは1983年に結婚するが、数年で離婚した。離婚後も良き友人関係を続け、共著も発表している。
その後『ビッグコミックスペリオール』（同）などの青年雑誌で連載し、ぶんか社で連載。また聖教新聞でも4コマ漫画「ちーちゃん家」を連載。

## 作品リスト

### 書籍
- 『星のたんじょう』河出書房新社 まんが天文学入門 1982年
- 『一休さん』集英社 学習漫画・世界の伝記 1984年
- 『野口英世』集英社 学習漫画・世界の伝記 1984年
- 『伝記世界の偉人 2　孔子』中央公論社 1985年
- 『キャリング』全4巻 石坂啓共著 小学館 ビッグコミックス 1988年 - 1989年
- 『1993年の日本幸福な結婚? マンガ』長谷川慶太郎原作 PHP研究所 1988年
- 『未来っ子トシちゃん』全3巻 第三文明社 1989年 - 1991年
- 『太平記の武将たち 足利尊氏と楠木正成』木暮正夫著 1990年 ポプラ社文庫
- 『パパイラズ Men’s子育て記』全2巻 石坂啓共著 小学館 ビッグコミックス 1990年
- 『まんが版小倉百人一首』原作：浅野拓 小学館 メディアライフ・シリーズ 1990年
- 『HARAKIRI 赤穂四十七士プラス1』全3巻 リイド社、1990年 - 1991年
- 『駒沢ズーク』全2巻 主婦と生活社、1991年
- 『ふしぎなパコちゃん』第三文明社 1992年
- 『フラッグ!』全5巻 少年画報社、1992年 - 1995年
- 『すかんぴん』リイド社 1993年
- 『ガキ雀』全2巻 竹書房 近代麻雀コミックス 1993年 - 1994年
- 『ハッスル!パンチ』全8巻　第三文明社 1993年 - 2001年
- 『アジアのディープな歩き方』堀田かよ共著 旅行人 1999年
- 『本多勝一のこんなものを食べてきた 小学生の頃』堀田佳代共著 朝日新聞社 1999年
- 『Asian deep walkingインドまで行ってきた!』堀田かよ共著 小学館 2002年
- 『Asian deep walkingネパールに行ってみた! Back-packer’s guide』堀田かよ共著 小学館 2003年
- 『監獄ギャンブラー』（近代麻雀コミックス） 安部譲二 堀田かよ共著 2003年
- 『ひみつの箱』石坂啓共著 小学館 ビッグコミックススペシャル 2006年
- 『田舎弱小パチンコ店長奮闘記』（白夜コミックス 堀田かよ共著 2007年
- 『アジアのハッピーな歩き方』堀田かよ共著 キョーハン・ブックス 2008年
- 『聖なるインド、はるかなネパール アジアのディープな歩き方 2』堀田かよ共著 旅行人 2009年
- 『キング牧師 力強い言葉で人種差別と戦った男』蛭海隆志シナリオ 集英社版・学習漫画 世界の伝記next 2011年
- 『不妊治療、やめました。 ふたり暮らしを決めた日』堀田かよ共著 ぶんか社 2011年[2]
- 『夫婦でインドを旅すると』堀田かよ共著 旅行人 2013年
- 『親の介護、はじまりました。』堀田かよ共著 ぶんか社 2016年
- 『親の介護、10年め日記。』堀田かよ共著 ぶんか社 2018年
- 『手塚治虫アシスタントの食卓』既刊2巻 堀田かよ共著 ぶんか社 2019年[3]
- 『おふたりさま夫婦、老活はじめました。 ～どうなる!? 私たちの老後～』堀田かよ 共著　ぶんか社　2021

## 関連作品
- ブラック・ジャック創作秘話〜手塚治虫の仕事場から〜（2009年、秋田書店） - アシスタント時代の堀田が登場。
- ブラック・ジャックREAL～感動の医療体験談～（2013年、秋田書店） - 実話を元にしたストーリーに、手塚治虫のアシスタント経験者らが絵を描いた作品集。堀田も1編を担当。